# Lasiopleura
Lasiopleura là một chi ruồi trong họ Chloropidae.